# Nettapus pulchellus
L'Oca pigmea verde (Nettapus pulchellus Gould, 1842) è un uccello della famiglia degli Anatidae.

## Descrizione
Misura solamente 30-36 cm di lunghezza, e ha un'apertura alare di 48-60 cm.

## Distribuzione e habitat
È diffusa in Australia, Indonesia, Papua Nuova Guinea e Timor Est.
L'habitat sono le lagune di pianura ricche di vegetazione e i bacini d'acqua dolce permanenti.

## Riproduzione
Depone le proprie uova nelle cavità degli alberi. La nidiata conta da otto a dodici uova che incubano per 26 giorni.